# Westbahnhof (metropolitana di Vienna)
Westbahhof è una stazione delle linee U3 e U6 della metropolitana di Vienna situata nel 15º distretto (Rudolfsheim-Fünfhaus) sotto la stazione ferroviaria di Vienna Ovest con cui forma un nodo di traffico intermodale. 

## Storia

### Stazione della Stadtbahn a vapore

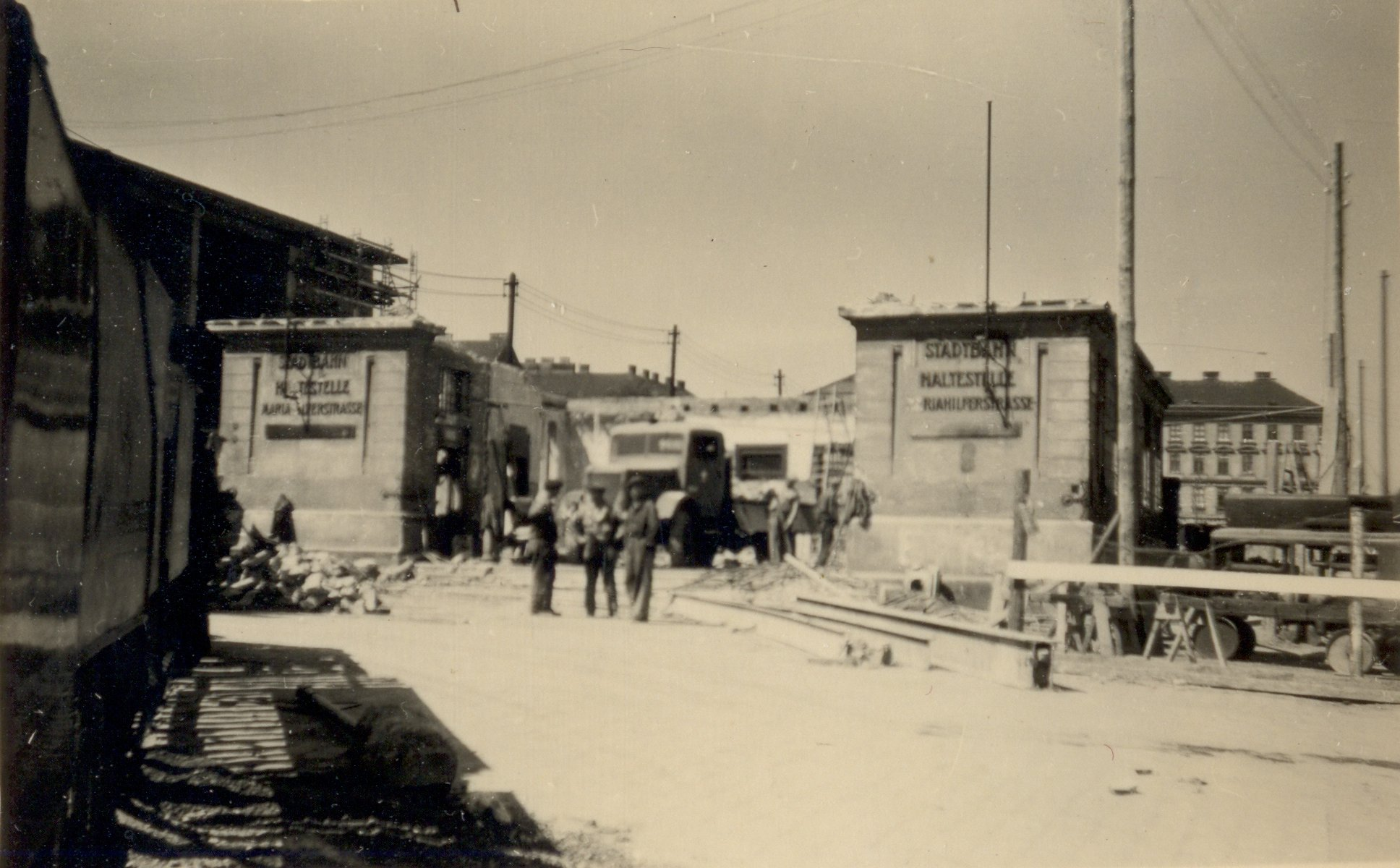
1951: Demolizione del vecchio edificio di Otto Wagner. La parte WESTBAHNHOF del nome è coperta per evitare confusione con la stazione ferroviaria.

Antenata dell'attuale stazione della linea U6 fu la stazione interrata della ferrovia cittadina a vapore (Wiener Dampfstadtbahn), con una struttura progettata e realizzata da Otto Wagner per conto della Commissione per le infrastrutture di traffico di Vienna. La stazione, a due binari, era dotata di un marciapiede di accesso centrale lungo 110 metri, a cielo aperto, situato tra due brevi gallerie in corrispondenza dell'attuale Europlatz. Per evitare ai passeggeri in transito verso la stazione di Vienna Ovest di attraversare il percorso stradale del Gürtel, il percorso della Stadtbahn portava fino all'edificio di ingresso della stazione.
L'edificio di accesso della stazione, dalla pianta quadrata tipica della Stadtbahn, si trovava su Mariahilfer Straße; il lato settentrionale era privo di accessi sia ingresso che in uscita. La struttura fu completata nel luglio 1896 e aperta al pubblico il 1º giugno 1898. I binari della Stadtbahn erano completamente indipendenti da quelli della stazione Ovest, non essendo collegati alla rete ferroviaria principale; per evitare confusione tra le due stazioni, sull'edificio era presente la scritta su tre righe "STADTBAHN HALTESTELLE WESTBAHNHOF" (lett. "Fermata Westbahnhof della Stadtbahn"), a differenza degli altri edifici analoghi realizzati da Wagner che riportavano semplicemente il nome della stazione. Nelle prime mappe della Stadtbahh del 1890 tuttavia la stazione era indicata ancora come Westbahn ("Stazione Ovest").
Il servizio della Stadtbahn a vapore terminò l'8 dicembre 1918 a causa della carenza di carbone e la stazione rimase temporaneamente chiusa. Nel quadro del cosiddetto "Servizio provvisorio di transizione", la stazione riaprì al trasporto a vapore a complemento del servizio ferroviario dal 1º giugno 1922 fino al 30 settembre 1924, quando venne alla fine chiusa per la grave crisi successiva alla prima guerra mondiale.

### Stazione della Stadtbahn elettrificata
Dopo l'elettrificazione della Gürtellinie, il 4 giugno 1925 la stazione divenne la fermata della nuova Stadtbahn. Il servizio divenne completamente operativo il 20 ottobre 1925, con l'attivazione delle Ringlinie DG e GD e della linea combinata tram-treno 18G, a cui si aggiunse il 14 febbraio 1926 la linea G. Il 5 giugno 1926 la stazione cambiò la sua denominazione in Mariahilfer Straße-Westbahnhof.
Agli inizi degli anni cinquanta, in concomitanza con l'inaugurazione del nuovo capolinea, l'edificio della vecchia stazione fu demolito e furono realizzate una nuova copertura in cemento e un nuovo accesso sotterraneo; questa fu la prima stazione di Vienna a essere completamente interrata, cosa che non era possibile con i vecchi treni a vapore a causa delle emissioni di fumo. La stazione fu completata in otto mesi, il 22 dicembre 1951: l'atrio, le biglietterie e i tornelli di ingresso erano tutti sotto il livello stradale. Dalla biglietteria partiva un corridoio di 30 m di lunghezza che portava ai binari, con scale di collegamento alle uscite stradali e un sottopassaggio pedonale che usciva in corrispondenza del Memoriale dell'Assia.
Tra il 1981 e il 1988 la stazione cambiò ancora nome, tornando a chiamarsi semplicemente Westbahnhof.

### Stazione della metropolitana

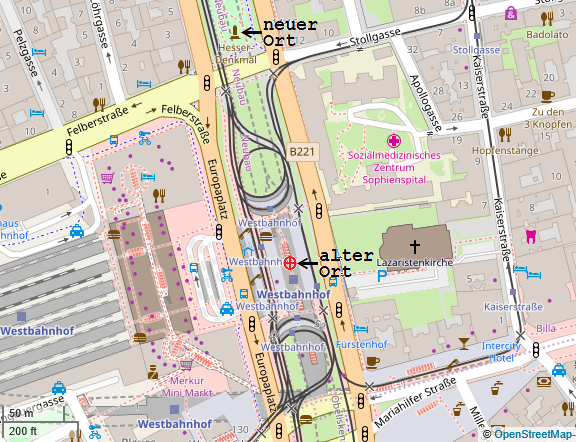
Memoriale dell'Assia, vecchia e nuova collocazione

La stazione del 1951 è rimasta operativa fino al 1990, dopo esser diventata il 7 ottobre 1989 una fermata della nuova linea metropolitana U6 che prendeva il posto delle linee tranviarie G e GD. La nuova struttura della stazione entrò in servizio il 28 gennaio 1990 inizialmente solo per i convogli in direzione di Heiligenstadt e dal 4 febbraio 1990 anche in direzione Meidling; l'inaugurazione ufficiale della nuova stazione però avvenni solo l'8 novembre 1991, dopo il completamento delle scale fisse e mobili di accesso. Il vecchio edificio della stazione del 1898 fu abbandonato e interrato, ad eccezione del tunnel di accesso che è rimasto come possibile galleria stradale. In corrispondenza di questi lavori anche il Memorial dell'Assia fu spostato e ricollocato circa 200 m più a nord.
Dal 4 settembre 1993 la stazione è servita anche dai treni della linea U3, di cui è stata anche capolinea provvisorio fino al 3 settembre 1994, assumendo la struttura attuale a tre piani sotterranei di collegamento e interscambio con la linea U6.

## Descrizione
La stazione è uno dei nodi più frequentati della rete di trasporto pubblico di Vienna, con corrispondenze con molte linee di tram, con la linea S50 della S-Bahn e un collegamento diretto via autobus con l'aeroporto internazionale.
Ai treni della U3 si accede via gallerie parallele separate per ogni direzione, con banchine laterali e una piattaforma centrale di smistamento; la struttura si estende su tre piani, in posizione diagonale sotto Neubaugurtel e Langauergasse. Ai binari della linea U6 si accede invece da un marciapiede a isola centrale; la struttura si trova direttamente a metà altezza del Neubaugürtel. 
Gli accessi ai treni delle due linee sono collegati da un livello di distribuzione da cui partono scale mobili e ascensori che portano direttamente alla biglietteria della stazione ferroviaria di Vienna Ovest e a Mariahilfer Straße. Il livello di distribuzione è accessibile senza biglietto e ospita un punto informazioni delle Wiener Linien. In questo livello è presente dal 1993 l'installazione Circa 55 Schritte durch Europa (lett. Circa 55 passi attraverso l'Europa) dell'artista Adolf Frohner. L'opera si sviluppa su una lunghezza di 40 m e raffigura l'evoluzione dell'umanità dalla preistoria ai giorni nostri, iniziando con un attrezzo preistorico in pietra grezza e terminando con una sfera in acciaio inossidabile perfettamente liscia. All'opera era associata anche la diffusione di musica d'avanguardia che, non avendo riscosso particolare successo, è stata interrotta. A causa di ripetuti vandalismi, da metà degli anni 2000 l'opera è protetta da una barriera in vetro.
Sulla piattaforma di accesso ai treni si trova anche una statua in bronzo raffigurante santa Barbara, patrona dei minatori e dei costruttori di gallerie.

## Ingressi
- Stazione di Vienna Ovest
- Mariahilfer Straße
- Gerstnerstraße
- Neubaugürtel
- Europaplatz